# Ritratto di giovane in rosso
Il Ritratto di giovane in rosso, o Ritratto di giovane uomo con mazzocchio, è un dipinto olio su tavola (32x26,5 cm) di Giovanni Bellini, databile a circa il 1480, conservato nella National Gallery of Art di Washington.

## Storia
Il ritratto è uno dei migliori esempi della produzione di Bellini in questo campo, avviata almeno dal 1474. Il dipinto, di provenienza e soggetto ignoti, si trovava forse nelle collezioni di Andrea Vendramin a Venezia nel 1627. Passate al conte Manfredi von Ingenheim, si trasmise ai suoi eredi finché nel 1930 non venne messo in vendita e acquistato da Andrew W. Mellon, la cui collezione confluì nel museo nazionale nel 1937.

## Descrizione e stile
Il ritratto mostra un giovane effigiato a mezzo busto di tre quarti, sullo sfondo di un cielo azzurro punteggiato da nuvole. Evidenti sono le influenze di Antonello da Messina nell'impostazione dell'opera, anche se lo sguardo sfuggente del soggetto non instaura quel contatto psicologico tra il personaggio ritratto e lo spettatore, tipico delle opere del messinese.